# Ludvík Svoboda
Ludvík Svoboda (Hroznatín, Moravia, Austria-Hungría, 25 de noviembre de 1895 - Praga, Checoslovaquia, 20 de septiembre de 1979) fue un líder político y militar de la República Socialista de Checoslovaquia. Luchó en las dos guerras mundiales, y por esta razón fue considerado un héroe de su país. Años después, fue presidente de la República Socialista de Checoslovaquia.

## Condecoraciones
- Medalla conmemorativa del 2.500 Aniversario del Imperio de Irán (Imperio de Irán, 14/10/1971).[2]